# Tecla Tofano
Tecla Tofano (Nápoles, 1927-Caracas, 1995) fue una artista, ceramista y escritora venezolana nacida en Italia, activa desde la década de 1950 hasta su muerte. Tofano estudió cerámica y esmalte con Miguel Arroyo en la Escuela de Artes Plásticas y Aplicadas (Caracas), junto a sus compañeras de estudios y ceramistas Cristina Merchán y Reina Herrera. Fue miembro de la cooperativa Forma Veinte, sus obras obtuvieron gran reconocimiento y se hizo conocida por sus imágenes controvertidas, políticas y feministas.

## Vida y Obra
De 1955 a 1963, Tofano trabajó en una línea más tradicional, creando objetos utilitarios con superficies incisas y texturizadas. A partir de entonces, dejó de preocuparse por la utilidad de su trabajo y, en cambio, creó esculturas de arcilla.
Formó parte del cuerpo docente de la Escuela de Arquitectura y Urbanismo de la Universidad Central de Venezuela (1959-80). Desde 1977 hasta 1987, Tofano se abstuvo de exhibir su obra y se centró en cambio en su escritura y en el activismo feminista llevado a cabo a través del colectivo de mujeres Miércoles. Su obra volvió al ámbito público en 1987 y 1989, cuando expuso sus dibujos.
Llegó a Venezuela en 1952 tras haberse casado, por un poder legal, con un venezolano que había conocido en Roma durante el VII Congreso del Partido Comunista italiano en 1951.
Se retiró del mundo de la cerámica en 1980, aunque continuó con su labor didáctica y de escritura, y en octubre de 1995 falleció como consecuencia de un accidente cerebrovascular.

## Exposiciones y premios
Tofano fue galardonada con el Premio Nacional de Artes Aplicadas en el XIX Salón Oficial de Arte Venezolano de 1958 y con las medallas de oro y plata en la Exposición Internacional de Cerámica Contemporánea en Praga en 1961, y en Buenos Aires en 1962.
Creó series de obras para exhibir en exposiciones, como Los accesorios (1970) –que incluía bolsos, zapatos y otros artículos femeninos– y Lo que comen los que comen (1973), un festín de comida de cerámica con mesa, sillas y comensales.
Su obra fue presentada en la exposición Moderno: Diseño para vivir en Brasil, México y Venezuela. Entre 1940 y 1978, su obra se presentó en la Americas Society, Nueva York (del 11 de febrero al 16 de mayo de 2015) y en la exposición Radical Women: Latin American Art, 1960-1985 en el Museo Brooklyn en 2018.

## Escritura
Tofano escribió como columnista del diario El Nacional, que recopiló después en su libro Ni con el pétalo de una rosa (1975).
Escribió varios libros, entre ellos uno de cuentos, Quién inventó la silla (1968), los poemarios Yo misma me presento (1973) y Epilogos (1987). 